# Bozorg Alavi

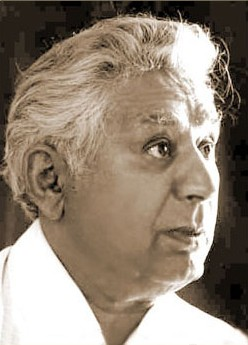
Bozorg Alavi

Bozorg Alavi (anhörenⓘ[boˈzorg ɛ ælæˈviː], persisch بزرگ علوی, DMG Bozorg-e ‘Alawī; * 2. Februar 1904 in Teheran; † 16. Februar 1997 (andere Quellen: 17. oder 18. Februar 1997) in Berlin) war ein iranischer Schriftsteller, Literaturwissenschaftler und Mitgründer der Tudeh-Partei des Iran.

## Leben

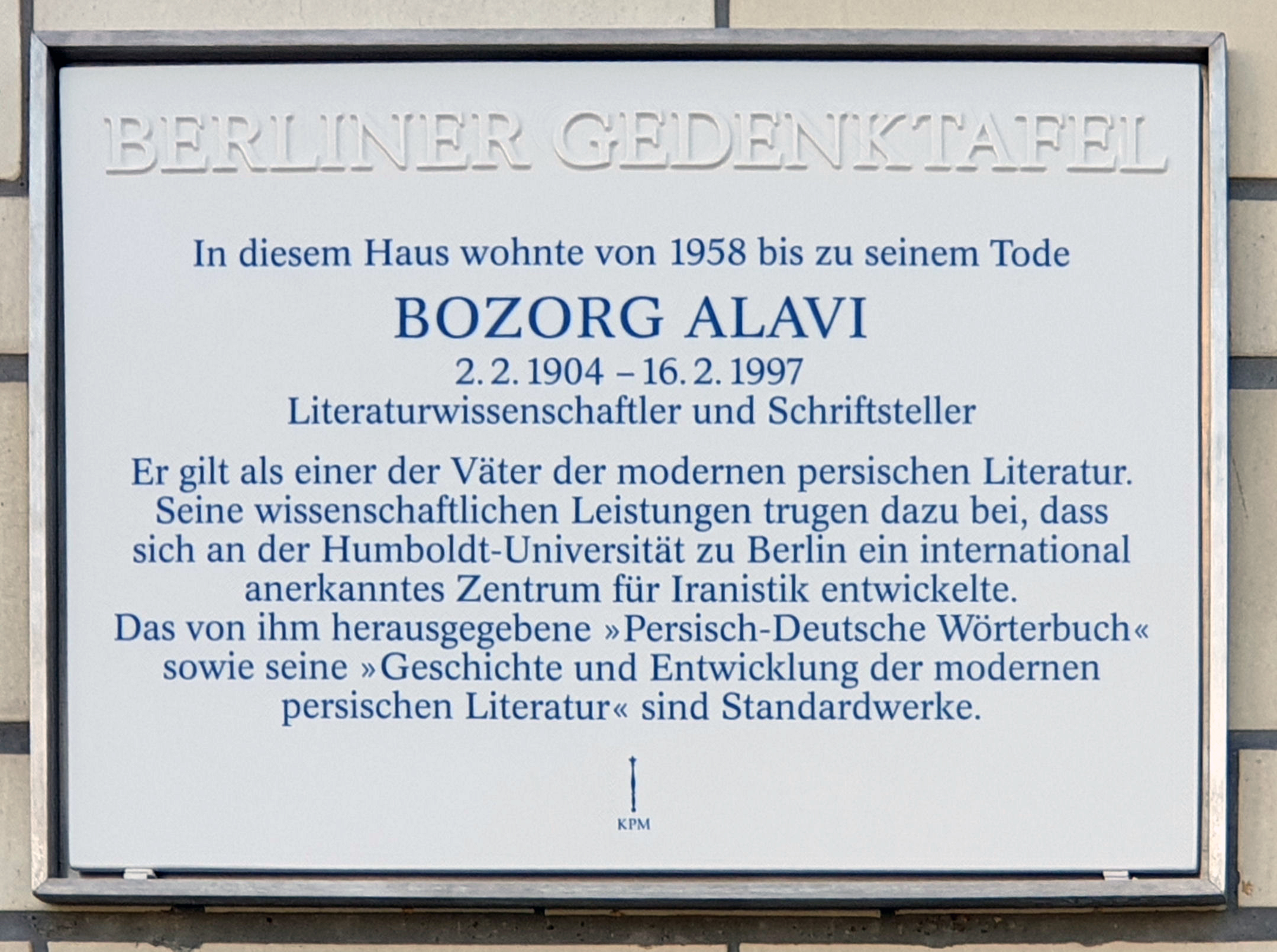
Berliner Gedenktafel am Haus, Frankfurter Tor 6, in Berlin-Friedrichshain

Bozorg Alavi wurde am 2. Februar 1904 in Teheran als Modschtaba Alavi  geboren. Er war das dritte von sechs Kindern. Sein Vater Abulhassan Alavi beteiligte sich an der Konstitutionellen Revolution in Iran. Während des Ersten Weltkrieges emigrierte dieser nach Berlin, wurde Mitglied der „Deutsch-Persischen Gesellschaft e. V.“ und gab zusammen mit Seyyed Hassan Taqizadeh bis 1922 die Zeitung Kaveh heraus.
Modschtaba Alavi besuchte zunächst in Teheran die Schule. 1921 kam er als 18-Jähriger mit seinem älteren Bruder Mortezā nach Berlin, wo er das Gymnasium besuchte und Pädagogik studierte. Nach seiner Rückkehr 1927 nach Iran lehrte er Deutsch, zunächst als Oberlehrer in Schiras, dann an der Gewerbeschule in Teheran. In diesen Jahren lernte er Sadegh Hedayat kennen, zu dem er eine gute Freundschaft entwickelte und dessen literarischem Kreis er angehörte.
Ebenfalls in den 1930er Jahren unterstützte er Tagi Erani, den Vorsitzenden der Kommunistischen Partei des Iran. Alavi gehörte zu den 53 Männern, die 1936 unter Reza Schah Pahlavi aufgrund „kommunistischer Aktivitäten“ verhaftet und als Gruppe der 53 bekannt wurden. Er beteuerte in diesem Zusammenhang, lediglich als Schriftsteller auch kommunistische Literatur gelesen zu haben, aber nicht politisch aktiv geworden zu sein. Dennoch wurde er 1937 zu 7 Jahren Haft verurteilt, allerdings im Rahmen der anglo-sowjetischen Invasion des Iran im Zweiten Weltkrieg 1941 freigelassen. Nach seiner Haft schrieb er die Papierfetzen aus dem Gefängnis und 53 Personen.
Seine politischen Aktivitäten setzte er anschließend fort und war noch im Jahr seiner Haftentlassung Mitgründer der marxistisch-leninistischen Tudeh-Partei des Iran. Im Parteiorgan Mardom (dt. ‚das Volk‘) wirkte er in der Redaktion mit. Für sein Buch Nāme-hā wa Dāstān-hā-ye digar (Briefe und andere Geschichten) erhielt er 1953 die „Goldene Friedensmedaille“ des Weltfriedensrates, dessen Mitglied er war. Zum Zeitpunkt des Sturzes von Premierminister Mohammad Mossadegh im August 1953 hielt sich Bozorg Alavi in der Deutschen Demokratischen Republik auf. 1955 war er dort Gastprofessor der Humboldt-Universität. Da sich die Tudeh Partei im Anschluss an den Sturz Mossadeghs massiver Verfolgung ausgesetzt sah, blieb er bis zum Sturz des Schahregimes durch die Islamische Revolution 1979 im Exil in der DDR.
Dort arbeitete er ab etwa 1956/57 bis 1959 als Assistenzprofessor für persische Sprache und Literatur an der Humboldt-Universität zu Berlin und wurde der verantwortliche Mitbegründer der dortigen Fachrichtung Iranistik, deren Lehrstuhl er von 1959 bis zu seiner Pensionierung 1969 innehatte. Gemeinsam mit Heinrich F.J. Junker wurde er seit 1966 vor allem als Verfasser eines umfangreichen Persisch-Deutschen Wörterbuchs bekannt.
Nach der Islamischen Revolution 1979 besuchte Bozorg Alavi mehrmals für kurze Zeit Iran und zeigte sich bestürzt über die Entwicklung der Herrschaft des Obersten Führers Chomeini, die seiner Meinung nach ähnlich repressive Züge wie die des Schahregimes annahm. Sein letzter Besuch in seinem Heimatland fand 1993 statt.

Am 16. Februar 1997 starb Alavi um 23:20 Uhr im Krankenhaus Friedrichshain in Berlin. Alavi hatte bezüglich seiner Bestattung angeordnet: 

„Ich bin Moslem und ein Schiit. Aus diesem Grund will ich nach islamischem Ritual auf einem moslemischen Friedhof bestattet werden.“

Am 3. August 2022 wurde an seinem ehemaligen Wohnort, Berlin-Friedrichshain, Frankfurter Tor 6, eine Berliner Gedenktafel enthüllt.

## Werk

### Literarisches Werk
- Tschamadān (Der Koffer) (Erzählungen, 1934)
- Waragh Pāre'ha-ye Zendān (Papierfetzen aus dem Gefängnis) (1941)
- Pandschāh-o Seh Nafar (53 Personen) (1942)
- Nāme-hā wa Dāstān-hā-ye digar (Briefe und andere Geschichten) (1952)
  - Einer aus Gilān. (Aus dem Persischen von Herbert Melzig[8]) die horen 26 (1981), 2, Ausgabe 122, S. 68–81 und 157
- Tschaschm-hā-yasch (Ihre Augen) (Roman, 1952)
- Sālāriha (Die Salaris) (Roman, 1959)

### Übersetzungen ins Persische
- Anton Tschechow Der Kirschgarten
- Samuel Marshak Zwölf Monate
- George Bernard Shaw Mrs. Warren's Profession
- J.B. Priestly An Inspector Calls
- Friedrich Schiller Die Jungfrau von Orleans
- Theodor Nöldeke Das Iranische Nationalepos

### Weitere Werke
- Div...Div (Dämon...Dämon) (1931)
- Ozbach-hā (Die Uzbeken) (1948)
- Kämpfendes Iran. Dietz Verlag, Berlin 1955
- Geschichte und Entwicklung der modernen persischen Literatur (1964)
  - Zur Geschichte und Entwicklung der modernen persischen Erzählprosa. die horen 26 (1981), 2, Ausgabe 122, S. 37–49
- Mirzā

### Wörterbücher und Lehrbücher
- Langenscheidts praktisches Lehrbuch Persisch von Bozorg Alavi und Manfred Lorenz. – Berlin; München; Wien; Zürich; New York: Langenscheidt, 1999.
- mit Manfred Lorenz: Lehrbuch der persischen Sprache. Verlag Enzyklopädie, Leipzig 1967; 7., durchgesehene (und mit einem deutsch-persischen Glossar versehene) Auflage, Langenscheidt · Verlag Enzyklopädie, Leipzig/Berlin/München u. a. 1994. ISBN 3-324-00253-2.
- mit Heinrich Junker: Wörterbuch Persisch-Deutsch. Unveränderte Neuauflage. Langenscheidt Verlag Enzyklopädie, Leipzig/Berlin/u. a. 1992
- mit Heinrich Junker: Persisch-Deutsches Wörterbuch. Harrassowitz, Wiesbaden 2002.